# Съюз на патриотичните сили „Защита“
Съюз на патриотичните сили „Защита“ е българска политическа партия, правоприемник на учредения през декември 1998 г. в Пловдив Съюз на патриотичните сили и воините от запаса „Защита“. Лидер на съюза е Йордан Величков, а негови заместници – Петър Берон и Димитър Йотински.

## История
На парламентарните избори през 2005 г. „Защита“ участва в състава на Коалиция Атака, която печели 8,14% от гласовете (296 848 гласа) и вкарва 21 депутати в XL народно събрание. Трима от тях са от СПС „Защита“ – Йордан Величков, Петър Берон и Станчо Тодоров.
Две седмици след влизането си в парламента, депутатите от „Защита“ Йордан Величков и Станчо Тодоров, заедно с още един депутат, Христо Величков, напускат Коалиция Атака и стават независими. Те са отстранени по настояване на Волен Сидеров, заедно с представителя на Българската национално-патриотична партия Петър Манолов, защото при съставянето на правителството гласуват в подкрепа на Сергей Станишев като министър-председател.
На втория конгрес на партията, състоял се на 11 декември 2005 г., тя приема настоящото си име.
През октомври 2006 г. Петър Берон, който е заместник-председател на Народното събрание също напуска парламентарната група на „Атака“ и става независим депутат.
На 4 септември 2007 г. комисията по досиетата огласява тримата депутати – членове на „Защита“ – Петър Берон, Станчо Тодоров и Йордан Величков, като сътрудници на бившата Държавна сигурност.
През 2009 г. СПС „Защита“ участва самостоятелно на изборите за Европейски парламент, където печели 0,46% (11 904 гласа) и в изборите за Народно събрание, на които получава 0,15% (6368 гласа).
През юли 2014 г. се присъединява към обединението Патриотичен фронт. На изборите за президент през 2016 г., подкрепя Красимир Каракачанов и Явор Нотев от Обединени патриоти. Присъединява се към Обединените патриоти през февруари 2017 г., за предсрочните парламентарни избори.